# 大隅橫川車站
大隅橫川車站（日语：〔〕／ Ōsumi-Yokogawa eki */?）位於日本鹿兒島縣霧島市横川町，是九州旅客鐵道（JR九州）肥薩線上的車站。

## 車站構造
側式月台2面2線的地面車站。

### 月台配置
| 月台 | 路線    | 方向 | 目的地                                       |
| ---- | ------- | ---- | -------------------------------------------- |
| 1    | ■肥薩線 | 上行 | 吉松、經■吉都線及■日豐本線往都城、南宮崎方向 |
| 2    | ■肥薩線 | 下行 | 隼人方向                                     |

## 相鄰車站
九州旅客鐵道
■肥薩線
栗野－大隅橫川－植村

## 外部連結
- JR九州－大隅橫川車站 （页面存档备份，存于）（日語）